# Arame de Ricardo
Grêmio Recreativo Escola de Samba Arame de Ricardo (ou simplesmente Arame de Ricardo) é uma escola de samba brasileira da cidade do Rio de Janeiro, fundada em 18 de março de 1995.

## História
Localizado no Bairro de Ricardo de Albuquerque, no Rio de Janeiro, O GRES Arame de Ricardo, é oriundo de um antigo Time de Futebol que mais tarde virou Bloco Carnavalesco: o Arame de Ricardo, de 1956.
O nome "ARAME" surgiu nos Tempo de Bloco vindo de uma gíria da época onde os fundadores da escola ganharam uma partida de futebol e alguém disse algo parecido com: "Vocês passaram o arame", substituindo o antigo nome "Azul e Branco" segundo relatos de seus fundadores Isaías, Irlis e Édson.
O Arame ficou muito conhecido pelos desfiles que fazia no antigo Banho de Mar a Fantasia, onde os blocos desfilavam com roupas de papel em direção ao mar.
Desfilou em 1995, juntamente com a Escola "Tigres de Anchieta" como convidada no Grupo 2 Como Escola de Samba, e como Bloco Carnavalesco em outro dia. Abandonando a sigla de bloco para se firmar como Grêmio Recreativo Escola de Samba ARAME DE RICARDO.
Em 2009, com o Enredo: "Imperador Sal, Tempera e salva nossas vidas". A Agremiação foi uma das quatro rebaixadas para o Grupo de Acesso E ao ficar em 13°lugar com 154,1 pontos.
Já no carnaval de 2010, o enredo teve como Enredo: "Orgulho de ser Afro-brasileiro". A agremiação de Ricardo de Albuquerque somou 174,1 pontos e foi a 3° colocada, permanecendo no Grupo de Acesso E
Em 2011, a escola escolheu o enredo: "O Arame é fogo", que mostrou a descoberta do fogo até sua utilidade nos dias atuais. Nesse ano se renovou com a Juventude e Criatividade do Carnavalesco Ney Fernandes Junior.
Em 2012, a agremiação homenageou o Pesquisador Hiram Araújo. Com mudanças importantes, Com Haroldo do Cac, como Diretor de Carnaval, e a formação de uma Comissão de Bateria formada por RonaldoDP, ThiagoDP, Rodrigo Tinta e Dylan Guilherme.
Para 2013 a Escola mostrou o Enredo " Do meu Nordeste ao seu Agreste, Hoje sou Cabra da Peste ". Houve algumas mudanças na equipe da Agremiação. Assumindo Rodrigo Tinta, como Diretor de Carnaval, e a volta do Intérprete Nino Show, Após de 10 anos defendendo o GRES Imperatriz Leopoldinense. E entre a autoria do Samba Samir Trindade, Compositor Tricampeão de Sambas Enredo no GRES Beija Flor de Nilópolis nos anos 2010/2011/2012. Um desfile que rendeu à escola a terceira colocação, com a consequente ascensão.
No Carnaval 2014, apresentou o enredo Let's Go Arame! Uma Viagem aos Anos 80. Quatro compositores, que já estão sendo chamados de quarteto fantástico: Julio Bombinha, Alicinha Smith, Colins Maranhão e Jucélio D'Menor, são os responsáveis pelo samba que a escola levou para a avenida. Abordando aspectos da cultura pop da década de 1980, a agremiação apresentou em seu desfile elementos como "a febre do rock", "o Rei do Pop, o Cubo Mágico, além dos principais programas de TV brasileiros, novelas, filmes e personagens da época. Primeiro a desfilar na segunda-feira, o Arame obteve o vice-campeonato, e nova ascensão.
No carnaval de 2015 a agremiação levou a Avenida uma lembrança das brincadeiras que fizeram parte da infância das crianças até a década de 90. Com o enredo "Tá de brincadeira?" a escola foi considerada uma das mais animadas do carnaval, levando para o desfile personalidades como o Técnico Joel Santana, autor do bordão "Tá de brincation with me?". A escola alcançou o oitavo lugar no desfile, mas foi uma das mais aplaudidas pelo povo, com um samba leve e alegre. A Escola ganhou diversos prêmios da imprensa especializada que cobre o carnaval na Intende Magalhães, entre eles o Prêmio Elite do Samba de melhor ala de passistas. Apesar disso, a ala de passistas, recém-premiada, foi desfeita pela escola logo após o Carnaval, o que levou ao surgimento de uma dissidência, o Império Ricardense.
O carnaval de 2016 teve a Escola apresentando o enredo "No sassarico das vedetes, do brotinho e da madame – Sassaricando no meu Rio, levo a vida no Arame!" do carnavalesco Ney Júnior.
Após o Carnaval de 2019, a escola foi uma das fundadoras da liga dissidente, a LIVRES.
Para o carnaval de 2021, a escola destituiu o antigo presidente, César Gomes, em reunião realizada após o carnaval de 2020. Por decisão, Bené da Pompéia assumiu a presidência, juntamente com Nino Smith, vice-presidente. A primeira atitude da nova direção foi retornar para a LIESB. A escola optou por reeditar um enredo histórico e que tem a assinatura de Fábio Giampietro e João Vitor.

## Segmentos

### Presidentes
| Nome                                | Mandato     | Ref.                    |
| ----------------------------------- | ----------- | ----------------------- |
| Sem dados                           | 1996 a 2002 | [ 4 ]                   |
| Jatir Costa Júnior "Tizoca"         | 2003–2010   | [ 4 ]                   |
| Cesar Eleutério Gomes "César Gomes" | 2011- 2020  | [ 4 ] [ 5 ] [ 6 ] [ 7 ] |
| Bené da Pompeia                     | 2020        |                         |
| Henrique Laureano                   | 2021        |                         |

### Diretores
| Ano  | Diretor de Carnaval                                                  | Diretor geral de harmonia         | Mestre de bateria                                           | Ref.        |
| ---- | -------------------------------------------------------------------- | --------------------------------- | ----------------------------------------------------------- | ----------- |
| 2014 | Sérgio Jacinto                                                       | Collins Moraes[carece de fontes?] | Micyel, Dylan, Ronaldo Junior e ThiagoDP[carece de fontes?] | [ 8 ]       |
| 2015 | Sérgio Jacinto                                                       | Collins Moraes                    | Ronaldo Junior e Thiago DP                                  | [ 8 ] [ 9 ] |
| 2016 | Comissão de Carnaval (Cláudio Rocha, Thiago Gomes, Fábio Seganttini) | César Queiroz                     | Ronaldo Junior e Thiago DP[carece de fontes?]               | [ 5 ]       |
| 2017 | Thiago Gomes                                                         | Henrique Bianchi                  | Ronaldo Junior                                              |             |
| 2018 | Comissão de Carnaval (Thiago Gomes, Ney Lopes e Samir Trindade)      | Fábio de Souza e Luiz Alberto     | Ronaldo Junior                                              |             |
| 2019 | Comissão de Carnaval (Thiago Gomes, Ney Lopes e Samir Trindade)      | Leandro Germano                   | Ronaldo Junior                                              | [ 10 ]      |
| 2020 | Fabrício Amaral                                                      | Thiago Martins                    | Ronaldo Junior                                              |             |
| 2021 | Fabrício Amaral e Leandro Germano                                    | Alex Ramalho                      | Juan e Igor                                                 | [ 7 ]       |

### Intérpretes
| Período         | Intérprete oficial                                         | Ref.   |
| --------------- | ---------------------------------------------------------- | ------ |
| 1996–2002       | Sérgio, Lucia, Evandro e Monteiro                          | [ 11 ] |
| 2003            | Pinheirão                                                  | [ 12 ] |
| 2004            | Wiliam Black                                               |        |
| 2005            | Nino Smith e Luizinho Juramento                            | [ 13 ] |
| 2006            | Roxinho                                                    | [ 14 ] |
| 2007–2008       | Roxinho, Valmir Rosa e Luis Fernando                       |        |
| 2009            | Valmir Rosa, Luis Fernando Paulinho do Pagode, Robson Lima | [ 15 ] |
| 2010            | Valmir Rosa                                                |        |
| 2011            | Nelson Pilão                                               | [ 16 ] |
| 2013–2015       | Nino Smith                                                 | [ 17 ] |
| 2016            | Gilsinho Bakaninha                                         | [ 18 ] |
| 2017            | Tem-Tem Jr                                                 | [ 6 ]  |
| 2018-2019       | Zé Paulo Miranda                                           |        |
| 2020            | Thiago Chafin                                              | [ 7 ]  |
| 2022            | Clóvis Pê                                                  |        |
| 2023            | Alexandre Reis e Giovane Mello                             |        |
| 2024            | Giovane Mello e André Campaña                              |        |
| 2025-atualidade | Ronaldo Júnior e Diego Natural                             |        |

### Coreógrafos
| Ano       | Nome                   | Ref.  |
| --------- | ---------------------- | ----- |
| 2012–2013 | Alessandra de Oliveira |       |
| 2014–2015 | Wellington José        | [ 5 ] |
| 2016–2017 | George Louzada         |       |
| 2018      | Arthur Rozas           |       |
| 2019      | Jan Oliveira           |       |
| 2020      | Samuel Martins Barbosa | [ 7 ] |
| 2021      | William Bengliomine    |       |

### Casal de Mestre-sala e Porta-bandeira
| Ano           | Nome                               | Ref.        |
| ------------- | ---------------------------------- | ----------- |
| 2014–2015     | William Revelação e Kyane Cristina | [ 5 ] [ 9 ] |
| 2016-2019     | Roberto Vinicius e Alana Couto     |             |
| 2020          | Maycon Pallavine e Alana Couto     | [ 7 ]       |
| 2022-presente | Thuan Matheus e Crislane Santos    | [ 19 ]      |

### Corte de Bateria
| Ano       | Nome            | Ref.        |
| --------- | --------------- | ----------- |
| 2007–2013 | Jurema          |             |
| 2015–2017 | Luana Estrela   | [ 5 ] [ 9 ] |
| 2018–2019 | Monique Favacho |             |
| 2020–     | Negralu         | [ 7 ]       |

## Carnavais
| Carnavais da Arame de Ricardo                                                                                         | Carnavais da Arame de Ricardo                                                                                         | Carnavais da Arame de Ricardo                                                                                         | Carnavais da Arame de Ricardo | Carnavais da Arame de Ricardo                                                                                         | Carnavais da Arame de Ricardo |
| Ano | Colocação | Divisão | Enredo | Carnavalesco | Ref.                          |
| --- | --- | --- | --- | --- | ----------------------------- |
| 1995 | 4.º Lugar | Grupo 2 | "Sonhos dourados" | Marcos Aurélio |                               |
| 1996 | 4.º Lugar | Grupo D (quinta divisão)                                                                                              | "Lecy, grito de uma raça" | Marcos Aurélio | [ 20 ]                        |
| 1997 | 7.º Lugar | Grupo D (quinta divisão)                                                                                              | "A musa negra do carnaval" | Marcos Aurélio | [ 20 ]                        |
| 1998 | 10.º Lugar | Grupo D (quinta divisão)                                                                                              | "O despertar do Candomblé" | Marcos Aurélio | [ 20 ]                        |
| 1999 | 9.º Lugar | Grupo D (quinta divisão)                                                                                              | "Danças das Três Raças" | César Gomes | [ 20 ]                        |
| 2000 | 12.º Lugar (Rebaixada)                                                                                                | Grupo D (quinta divisão)                                                                                              | "Parabéns pra você" | Alan Marques | [ 20 ]                        |
| 2001 | 3.º Lugar | Grupo E (sexta divisão)                                                                                               | "Fernando Moreno, sem medo de ser feliz" (Samba-enredo composto por Roque Negão, Manel Paraíba e Tião do Cavaco) | Comissão de Carnaval                                                                                                  | [ 20 ]                        |
| 2002 | 3.º Lugar | Grupo E (sexta divisão)                                                                                               | "E o bicho virou homem" (Samba-enredo composto por Marcelo Arame, Monteiro Melodia, Diego,Evandro e Tito Profeta) | Wlanir Dias | [ 20 ]                        |
| 2003 | 5.º Lugar | Grupo E (sexta divisão)                                                                                               | "Se o luxo é o lixo, para quê o Arame quer luxo?" (Samba-enredo composto por Pinheirão, Evandro, Kleber e Jaú) | Guilherme Lamart | [ 20 ]                        |
| 2004 | 7.º Lugar | Grupo E (sexta divisão)                                                                                               | "Laffond, sua vida, suas glórias. Hoje o Arame conta sua história" (Samba-enredo composto por Wiliam Black e Aquiro) | César Gomes | [ 20 ]                        |
| 2005 | Vice-campeã | Grupo E (sexta divisão)                                                                                               | "O Arame arma a lona da alegria" | Marcos Guedes | [ 20 ]                        |
| 2006 | 3.º Lugar | Grupo D (quinta divisão)                                                                                              | "O esplendor das maravilhas, Brasil, de tudo dá" (Samba-enredo composto por Roxinho e Aquino) | Comissão de Carnaval (Marco Guedes, Leandro Vasconcelos e Jorge Veríssimo)                                            | [ 20 ]                        |
| 2007 | 4.º Lugar | Grupo D (quinta divisão)                                                                                              | "Levando a vida no Arame" | Fernando Alvarez | [ 20 ]                        |
| 2008 | 10.º Lugar | Grupo D (quinta divisão)                                                                                              | "Pique Novo nos braços do povo" | César Gomes | [ 20 ]                        |
| 2009 | 14.º Lugar (Rebaixada)                                                                                                | Grupo RJ-3 (quinta divisão)                                                                                           | "Imperador Sal, Tempera e salva nossas vidas" | Válter Barros | [ 20 ]                        |
| 2010 | 7.º Lugar | Grupo RJ-4 (sexta divisão)                                                                                            | "Orgulho de ser afro-brasileiro" (Samba-enredo composto por Bené da Pompéia, Isaías Rouxinol e Lelê da Mercearia) | Válter Barros | [ 20 ]                        |
| 2011 | 6.º Lugar | Grupo E (sexta divisão)                                                                                               | "O Arame é fogo" (Samba-enredo composto por Bené da Pompéia, Márcio França e Ubiratã Telles) | Ney Junior | [ 20 ]                        |
| 2012 | 5.º Lugar | Grupo E (sexta divisão)                                                                                               | "Com prazer... Hiram Araújo!" (Samba-enredo composto por Cosme Araújo, Serginho Castro e Jorge Fashion) | Ney Junior | [ 20 ]                        |
| 2013 | 3.º Lugar | Grupo D (quinta divisão)                                                                                              | "Do meu Nordeste ao seu Agreste, hoje sou cabra da peste" (Samba-enredo composto por Samir Trindade, Nino Show, Dom Beto, Prof. Luis Carlos, Mestre Dudu, Bené da Pompeia, Robson, Lele da Merck, Jacaré e Marcio França) | Ney Junior | [ 20 ]                        |
| 2014 | Vice-campeã | Grupo C (quarta divisão)                                                                                              | "Let's go Arame! Uma viagem pelos anos 80" (Samba-enredo composto por Júlio Bombinha, Alicinha Smith, Jucélio D"Menor e Colins Maranhão) | Ney Junior | [ 8 ] [ 21 ]                  |
| 2015 | 8.º Lugar | Série B (Terceira divisão)                                                                                            | "Tá de brincadeira?" | Ney Junior | [ 22 ]                        |
| 2016 | 5.º Lugar | Série B (Terceira divisão)                                                                                            | "No sassarico das vedetes, do brotinho e da madame – Sassaricando no meu Rio, levo a vida no Arame!" | Ney Junior | [ 5 ] [ 23 ]                  |
| 2017 | 4.º Lugar | Série B (Terceira divisão)                                                                                            | "Ora, pois… Hoje o banquete é real" | Ney Junior | [ 6 ]                         |
| 2018 | 8º Lugar | Série B (Terceira divisão)                                                                                            | "Agbayê – Dos orixás renasce a vida" | Bruno Rocha | [ 24 ]                        |
| 2019 | 10º Lugar | Série B (Terceira divisão)                                                                                            | "O primeiro bailarino do carnaval" | Bruno Rocha | [ 25 ]                        |
| 2020 | 6º Lugar | LIVRES (Terceira divisão alternativa)                                                                                 | "Sou eu quem faz você sambar" Compositores: Junior Fionda, André do Cavaco e União dos Compositores | Fábio Giampietro | [ 7 ] [ 26 ]                  |
| Inicialmente adiados para o mês de julho, os desfiles do Carnaval 2021 foram cancelados devido a pandemia de Covid-19 | Inicialmente adiados para o mês de julho, os desfiles do Carnaval 2021 foram cancelados devido a pandemia de Covid-19 | Inicialmente adiados para o mês de julho, os desfiles do Carnaval 2021 foram cancelados devido a pandemia de Covid-19 | Inicialmente adiados para o mês de julho, os desfiles do Carnaval 2021 foram cancelados devido a pandemia de Covid-19 | Inicialmente adiados para o mês de julho, os desfiles do Carnaval 2021 foram cancelados devido a pandemia de Covid-19 | [ 27 ]                        |
| 2022 | 7º Lugar | Série Prata (Sexta-feira) (terceira divisão)                                                                          | Amor de carnaval - O que passou, passou... | Fábio Giampietro e João Vitor                                                                                         | [ 28 ]                        |
| 2023 | 11º Lugar | Série Prata (Sábado) (terceira divisão)                                                                               | Da Baixada para o Brasil, André Ceciliano! Nas estações do progresso pela união de um povo Compositores: Marcio França, Mestre Dudu, Cosme Araújo, Marcio Vieira, Luiz Carlos D'Avenida, Drummond, Joca Amaral, Gylnei Bueno, Fagundinho, Mello, Rogério Fabiano, Chiquinho Inspiração, Márcio André, Rodrigo Tinta, Ronaldo Júnior, Wellington Cavaco, Dudu Azevedo, Dimenor Beija-flor, Junior PQD, Nathan Wallace, Diego Oliveira, Glorio Coutinho e Gigi da Estiva. | Guto Carrilho | [ 29 ]                        |
| 2024 | 16º Lugar (Rebaixada)                                                                                                 | Série Prata (Terça-feira) (terceira divisão)                                                                          | Quando crescer, quero ser criança. O Arame te ensina brincando!!! Compositores: Gigi da Estiva, Alexandre Reis, Cacau do Esporte, Fabrício Amaral e Giovane Melo | Comissão de Carnaval                                                                                                  | [ 30 ]                        |
| 2025 | 11º Lugar (Rebaixada)                                                                                                 | Série Bronze (quarta divisão)                                                                                         | A Dama do Paço e o Arame Anunciam: Balança Sambada, vem aí, o Cortejo da Coroação! | Comissão de Carnaval                                                                                                  |                               |

## Premiações
Prêmios recebidos pelo GRES Arame de Ricardo.
| Ano  | Prêmio                                  | Categoria / premiados                         | Divisão | Ref.   |
| ---- | --------------------------------------- | --------------------------------------------- | ------- | ------ |
| 2005 | Troféu Jorge Lafond                     | Vice-campeã do Grupo E                        | Grupo E | [ 31 ] |
| 2006 | Troféu Jorge Lafond                     | Conjunto de alegorias                         | Grupo D | [ 32 ] |
| 2006 | Troféu Jorge Lafond                     | Intérprete (Roxinho)                          | Grupo D | [ 32 ] |
| 2007 | Troféu Jorge Lafond                     | Bateria (Diretores: Mestres Valdeci e Batata) | Grupo D | [ 33 ] |
| 2017 | Passista Samba no Pé                    | Ala de Passistas                              | Série B | [ 34 ] |
| 2019 | Prêmio Brilho da Série B - Carnavalesco | Samba Enredo                                  | Série B | [ 35 ] |